# دی روسا
دی روسا (انگلیسی: De Rosa) شرکت دوچرخه‌سازی ایتالیایی است، که در سال ۱۹۵۳ تأسیس شد.